# 1877 في الولايات المتحدة
فيما يلي قوائم الأحداث التي وقعت خلال عام 1877 في الولايات المتحدة.

## سياسة

### تعيين في المنصب
- 1 يناير – لوسيوس روبنسون حاكم نيويورك [الإنجليزية]‏.
- 2 مارس – رذرفورد هايز حاكم ولاية أوهايو  [لغات أخرى]‏،رئيس الولايات المتحدة.
- 4 مارس – جاكوب دولسون كوكس عضو مجلس النواب الأمريكي.
- 4 مارس – روموالدو باتشيكو عضو مجلس النواب الأمريكي.
- 4 مارس – صموئيل جوردن كيركوود عضو مجلس الشيوخ الأمريكي.
- 4 مارس – لوسي هايس السيدة الأولى للولايات المتحدة.
- 4 مارس – هنري أم. ماثيوز حاكم فرجينيا الغربية  [لغات أخرى]‏.
- 10 مارس – جون شيرمان وزير الخزانة الأمريكي.
- 12 مارس – كارل شورتز وزير داخلية الولايات المتحدة.
- 12 مارس – وليام ماكسويل إيفرتس وزير الخارجية الأمريكي.
- 13 مارس – ريتشارد دبليو تومسون الأمين العام.
- 21 مارس – ستانلي ماثيوز عضو مجلس الشيوخ الأمريكي.

### انتهاء فترة المنصب
- 8 يناير – توماس أندروز هندريكس حاكم إنديانا [الإنجليزية]‏.
- 8 يناير – توماس اندرو أوزبورن حاكم كانساس [الإنجليزية]‏.
- 8 يناير – جارلز هنري هاردن حاكم ميسوري  [لغات أخرى]‏.
- 1 فبراير – صموئيل جوردن كيركوود حاكم أيوا [الإنجليزية]‏.
- 3 مارس – جيمس نوبل تاينر مدير مكتب البريد العام في الولايات المتحدة [الإنجليزية]‏.
- 4 مارس – أدلاي ستيفنسون الأول عضو مجلس النواب الأمريكي.
- 4 مارس – ألفونسو تافت نائب عام الولايات المتحدة.
- 4 مارس – جوليا غرانت السيدة الأولى للولايات المتحدة.
- 4 مارس – جون ارميا يعقوب حاكم فرجينيا الغربية  [لغات أخرى]‏.
- 4 مارس – يوليسيس جرانت رئيس الولايات المتحدة.
- 9 مارس – لوت م موريل وزير الخزانة الأمريكي.
- 12 مارس – هاميلتون فيش وزير الخارجية الأمريكي.

## ظهور
- 1 يناير – واشنطن بوست

## مواليد

### يناير
- 1 يناير – وليام بنهلوو هندرسون فنان أمريكي.[1]
- 4 يناير – مارسدن هارتلي فنان أمريكي.[2][2]
- 15 يناير – لويس ماديسون تيرمان[3]

### فبراير
- 4 فبراير – تشارلز إدوارد أموري ينسلو[4]
- 4 فبراير – كيت كوندون
- 22 فبراير – موريس كوستيلو[5]

### مارس
- 4 يناير – مارسدن هارتلي فنان أمريكي.[2][2]
- 13 مارس – مايرا كيتون ممثلة من الولايات المتحدة الأمريكية.[6]
- 15 مارس – مالكولم وايتمان لاعب كرة مضرب أمريكي.
- 18 مارس – إدغار كايس[7]
- 18 مارس – جورج فيلد ممثل أمريكي.

### أبريل
- 19 أبريل – هيلين بينكرد يونج مهندسة معمارية من الولايات المتحدة الأمريكية.
- 23 أبريل – لياو تشونغكاي سياسي صيني.

### مايو
- 27 مايو – إيزادورا دانكن[8]

### يونيو
- 2 يونيو – شيف جون بيغ تري
- 15 يونيو – جاويدان هانم
- 18 يونيو – جيمس مونتجومري فلاغ فنان أمريكي.[9]
- 19 يونيو – تشارلز كوبرن[10]

### يوليو
- 2 يوليو – رينالدو كونيو رسام أمريكي.[11]
- 12 يوليو – آرثر ماستيك هايد سياسي أمريكي.[12]
- 26 يوليو – جيسي لوريستون ليفيرمور[13]
- 27 يوليو – جون هنري ليك درّاج طريق من الولايات المتحدة الأمريكية.
- 29 يوليو – وليم بيبي[14]

### أغسطس
- 10 أغسطس – فرانك مارشال لاعب شطرنج من الولايات المتحدة الأمريكية.[15]

### سبتمبر
- 1 سبتمبر – آرثر جريسوولد كرين سياسي أمريكي.[16]
- 16 سبتمبر – جاكوب شيك[17]

### أكتوبر
- 4 أكتوبر – تشارلز رندل مابي سياسي أمريكي.[18]
- 9 أكتوبر – فرانك أوستن ممثل من الولايات المتحدة الأمريكية.[19]
- 12 أكتوبر – هوارد مسون غور سياسي أمريكي.[20]
- 25 أكتوبر – هنري نوريس راسيل عالم فلك أمريكي.[21]

### نوفمبر
- 5 نوفمبر – هارولد جونز طبيب أمريكي.[22]
- 8 نوفمبر – روبرت هومانز[23]
- 21 نوفمبر – أوسكار أي بلاند سياسي أمريكي.[24]
- 24 نوفمبر – ألبين باركلي سياسي أمريكي.[25]

### ديسمبر
- 11 ديسمبر – كلايد رورك هوي سياسي أمريكي.[26]

## وفيات

### يناير
- 4 يناير – كورنليوس فاندربلت (مواليد 1794) رائد أعمال من الولايات المتحدة الأمريكية.[27]
- 8 يناير – الكسيس كاسويل (مواليد 1799)[28]

### فبراير
- 18 فبراير – تشارلز هنري ديفيس (مواليد 1807) ضابط من الولايات المتحدة الأمريكية.[29]
- 27 فبراير – جوزيف جونسون (مواليد 1785)[30]

### أغسطس
- 29 أغسطس – بريغهام يونغ (مواليد 1801) سياسي أمريكي.[31]

### سبتمبر
- 5 سبتمبر – الجواد الجامح (مواليد 1840) سياسي أمريكي.[32]

### ديسمبر
- 18 ديسمبر – تشارلز كلارك (مواليد 1810) سياسي أمريكي.
- 25 ديسمبر – تشارلز ديان (مواليد 1792) سياسي أمريكي.[33]
- 29 ديسمبر – انجليكا سينغلتون فان بورين (مواليد 1818) سياسية من الولايات المتحدة الأمريكية.[34]